# 김효석 (1893년)
김효석(金孝錫, 1893년 ~ 1966년 4월 15일)은 대한민국 정치가이다. 초대 국회의원 재임시, 대한민국 내무부 장관과 국회 내의 반민특위 조사위원으로 활동하였다.

## 이력
- 1948년 5월 10일 : 제헌 국회의원(경남 합천을)
- 1948년 6월 1일 헌법기초위원회 위원에 선임되었다.[3]
- 한국 전쟁 당시 조선민주주의인민공화국으로 납북되었다.

## 역대 선거 결과
| 실시년도 | 선거   | 대수 | 직책     | 선거구         | 정당               | 득표수  | 득표율          | 순위 | 당락 | 비고 |
| -------- | ------ | ---- | -------- | -------------- | ------------------ | ------- | --------------- | ---- | ---- | ---- |
| 1948년   | 총선   | 1대  | 국회의원 | 경남 합천군 을 | 대한독립촉성국민회 | 9,589표 | \| \| 29.48% \| | 1위  |      | 초선 |
|          | 29.48% |      |          |                |                    |         |                 |      |      |      |

## 참고 자료
- 《대한민국 의정총람》, 국회의원총람발간위원회, 1994년
- 김효석 - 대한민국헌정회

| 전임 황희찬 | 제2대 내무부 차관 1949년 1월 5일 ~ 1949년 3월 21일 | 후임 장경근 |

| 전임 신성모 | 제3대 내무부 장관 1949년 3월 21일 ~ 1950년 2월 7일 | 후임 백성욱 |